# Indium(I)-selenid
Indium(I)-selenid ist eine anorganische chemische Verbindung des Indiums aus der Gruppe der Selenide.

## Gewinnung und Darstellung
Indium(I)-selenid kann durch Reaktion von Indium mit Selen gewonnen werden.
{\displaystyle \mathrm {2\ In+Se\longrightarrow In_{2}Se} }

## Eigenschaften
Indium(I)-selenid ist ein schwarzer, ziemlich weicher Feststoff. Nach anderen Angaben ist Indium(I)-selenid jedoch nicht existent.